# Isauro Acosta García
Isauro Acosta García (La Gloria, Veracruz, 11 de junio de 1899-Xalapa-Enríquez, Veracruz, 3 de junio de 1969) fue un agrarista y político mexicano, miembro del Partido Revolucionario Institucional (PRI). Fue senador de 1952 a 1958 y un destacado líder campesino.

## Biografía
Nació en la comunidad de La Gloria, en el hoy municipio de Úrsulo Galván en el estado de Veracruz. Cursó únicamente estudios básicos y desde los 16 años se dedicó a las labores del campo. En 1918 comenzó a destacar como líder agrario al organizar a los campesinos en Chichicaxtle en el vecino municipio de Puente Nacional y entre ese año y 1920 organizó los primeros grupos campesinos. 
En 1923 fue integrante del 86° batallón de infantería que combatió a la Rebelión delahuertista. El mismo año de 1923 fue confundador, junto a Úrsulo Galván, de la Liga de Comunidades Agrarias, y en 1926 de nuevo junto a Galván, de la Liga Nacional Campesina de la que fue líder de dicho año a 1930, simultáneamente fue de 1928 a 1930 presidente de la Liga de Comunidades Agrarias y Sindicatos Campesinos de Veracruz. Desde 1929 fue miembro del Partido Nacional Revolucionario (PNR) y sus sucesores el PRM y el PRI; de 1930 a 1932 fue diputado a la XXXII Legislatura del Congreso del Estado de Veracruz y de 1933 a 1934 volvió a la dirigencia de la Liga de Comunidades Agrarias.
De 1942 a 1948 fue representante campesino ante la Comisión Agraria Mixta del Estado. En 1952 fue elegido senador suplente en segunda fórmula por el estado de Veracruz, siendo propietario Roberto Amorós. Casi tres meses después de asumir el cargo, el 29 de diciembre de 1952, Amorós solicita y recibe licencia al cargo para ser gerente de los Ferrocarriles Nacionales de México y al día siguiente, 30 de diciembre, Acosta asumió la senaduría que ocupó hasta el fin del periodo constitucional el 31 de agosto de 1958 y que correspondieron a las Legislaturas XLII y XLIII. En estas legislaturas fue integrante de las comisiones de Industria; y, de Pequeña Propiedad Rural.
En 1952 fundó la Vieja Guardia Agrarista de México, presidió la comisión política de la Confederación Nacional Campesina (CNC) y fue secretario de Acción Agraria en el comité nacional del PRI. En 1968 fundó la Vieja Guardia Agrarista del estado de Veracruz; falleció el 3 de junio de 1969.